# Brückenname

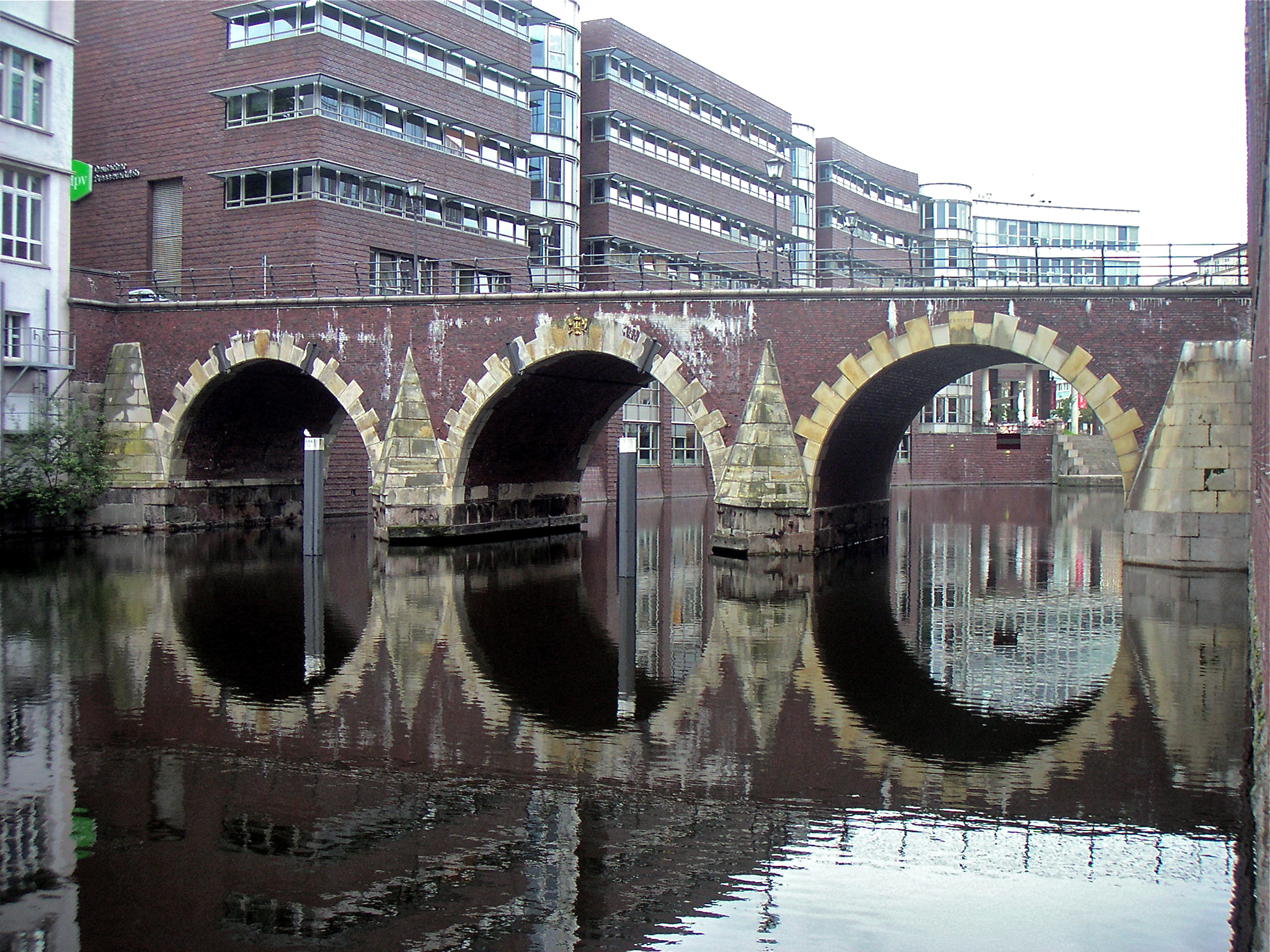
Straßenbrücke in DEU
Brückenname: Ellerntorsbrücke
verbindet als Überquerung des Herrengrabenfleets
die beiden Hamburger Stadtteile Hamburg-Altstadt und Neustadt

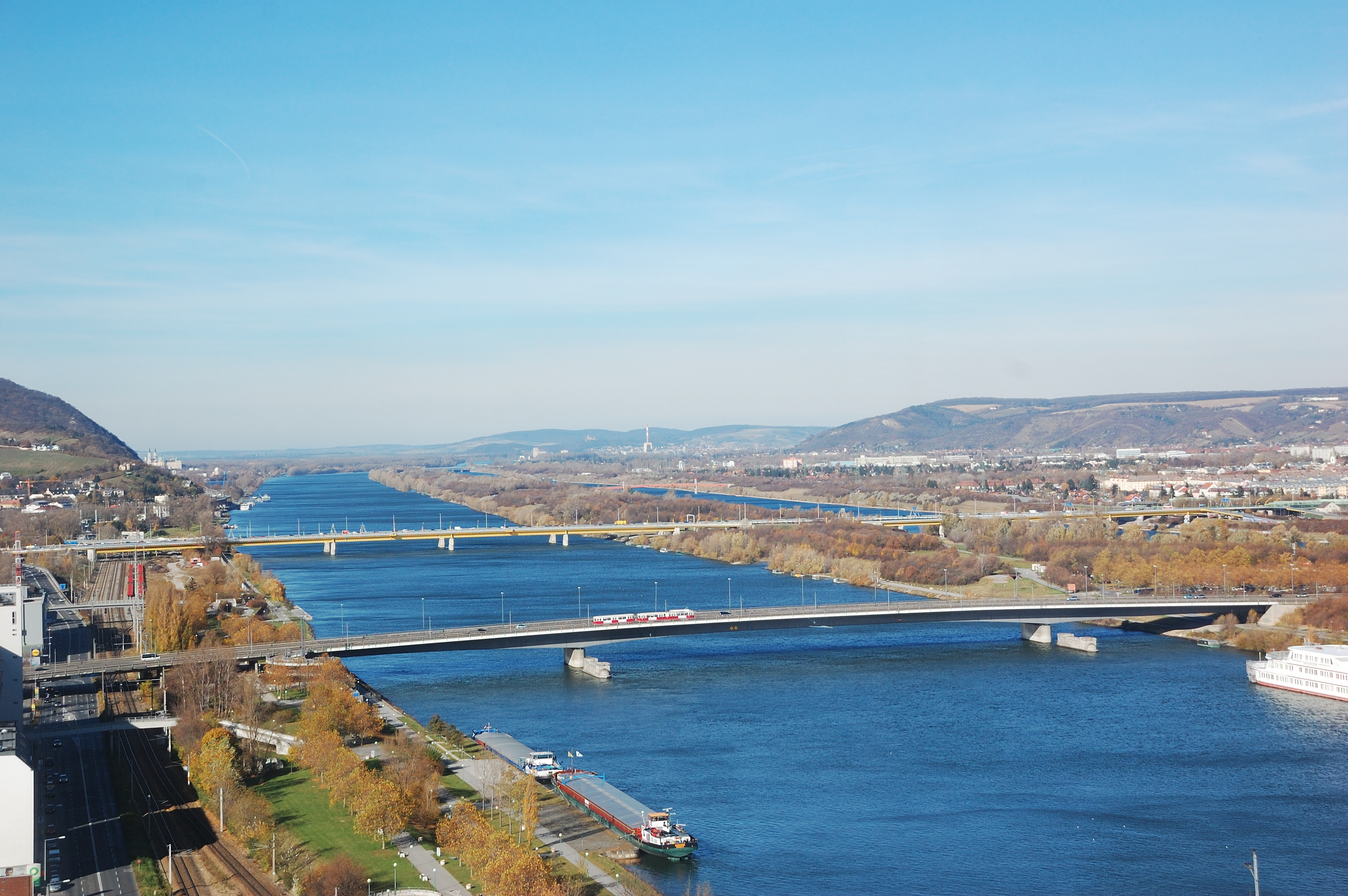
Straßenbrücke in AUT
Brückenname: Floridsdorfer Brücke
verbindet als Überquerung der Donau
die beiden Wiener Gemeindebezirke
Brigittenau und Floridsdorf

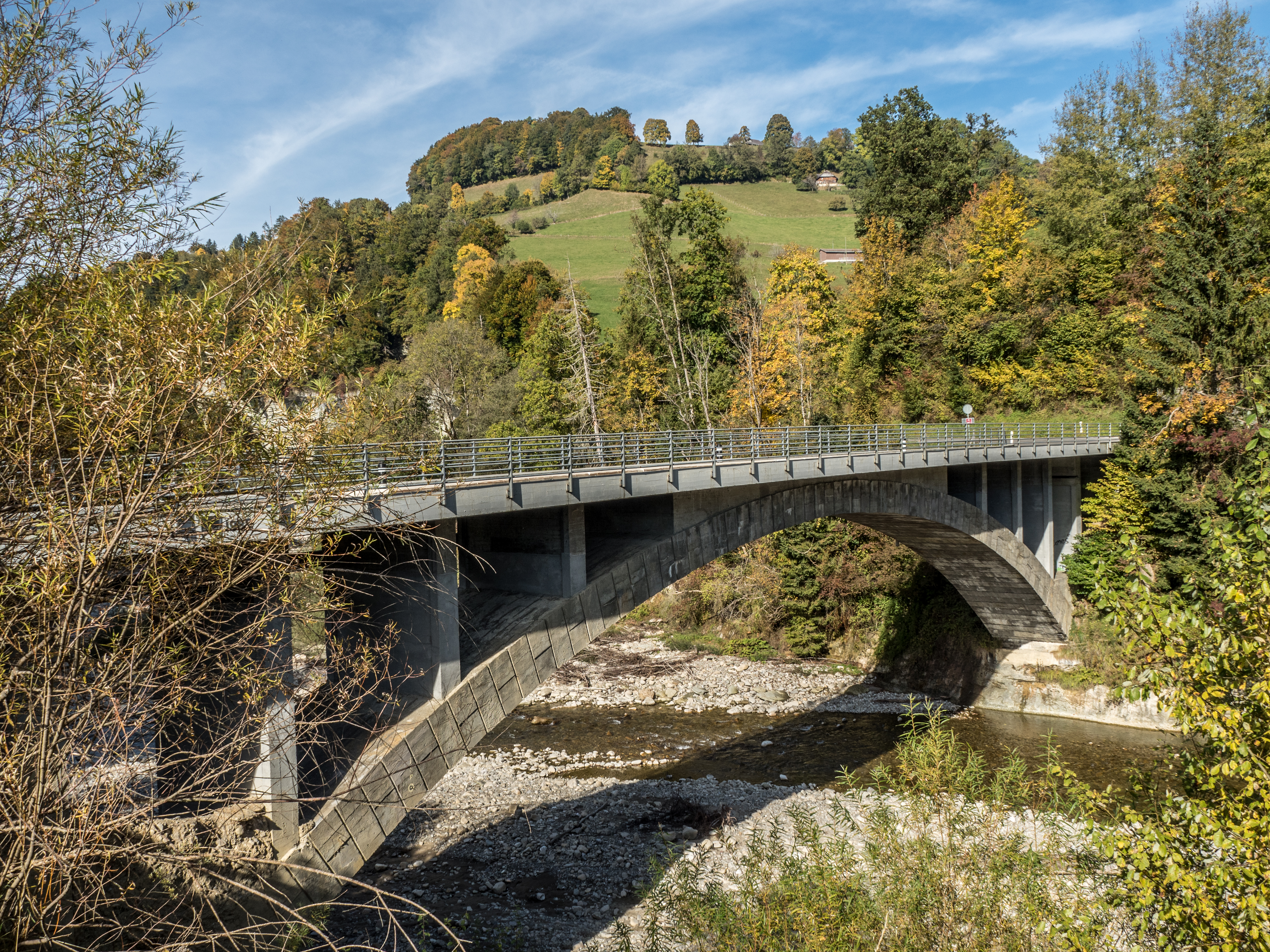
Straßenbrücke in der CHE
Brückenname: Guggersbachbrügg
verbindet als Überquerung der Sense
die beiden Ortschaften Zumholz im Kanton Freiburg und Guggisberg im Kanton Bern

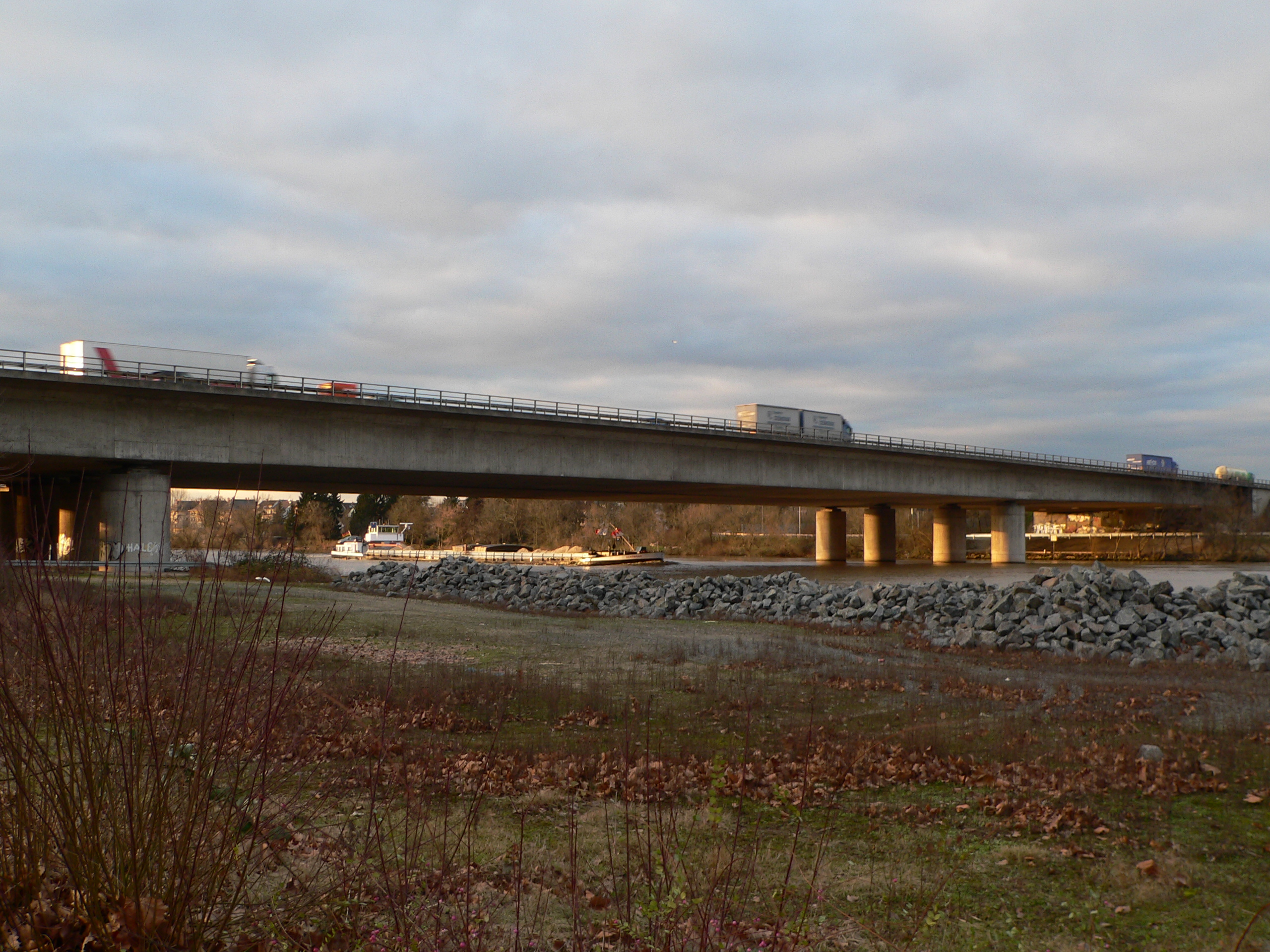
Autobahnbrücke in DEU
Brückenname:
Europabrücke (Frankfurt am Main)
verbindet als Überquerung vom Main die Frankfurter Stadtteile Griesheim und Schwanheim

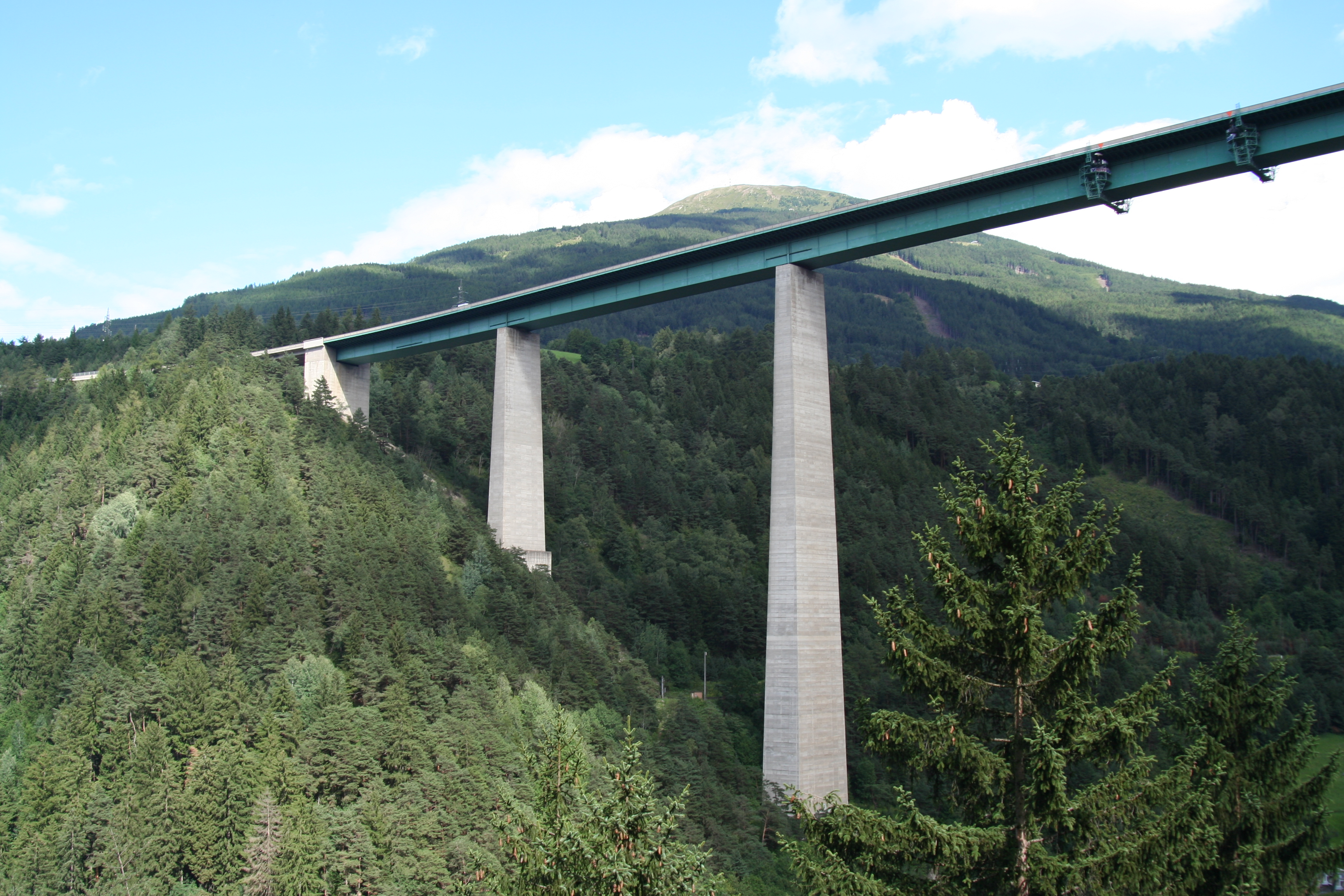
Autobahnbrücke in AUT
Brückenname:
Europabrücke (Brenner Autobahn)
verbindet als Überquerung vom Wipptal die Gemeinden Patsch und Schönberg

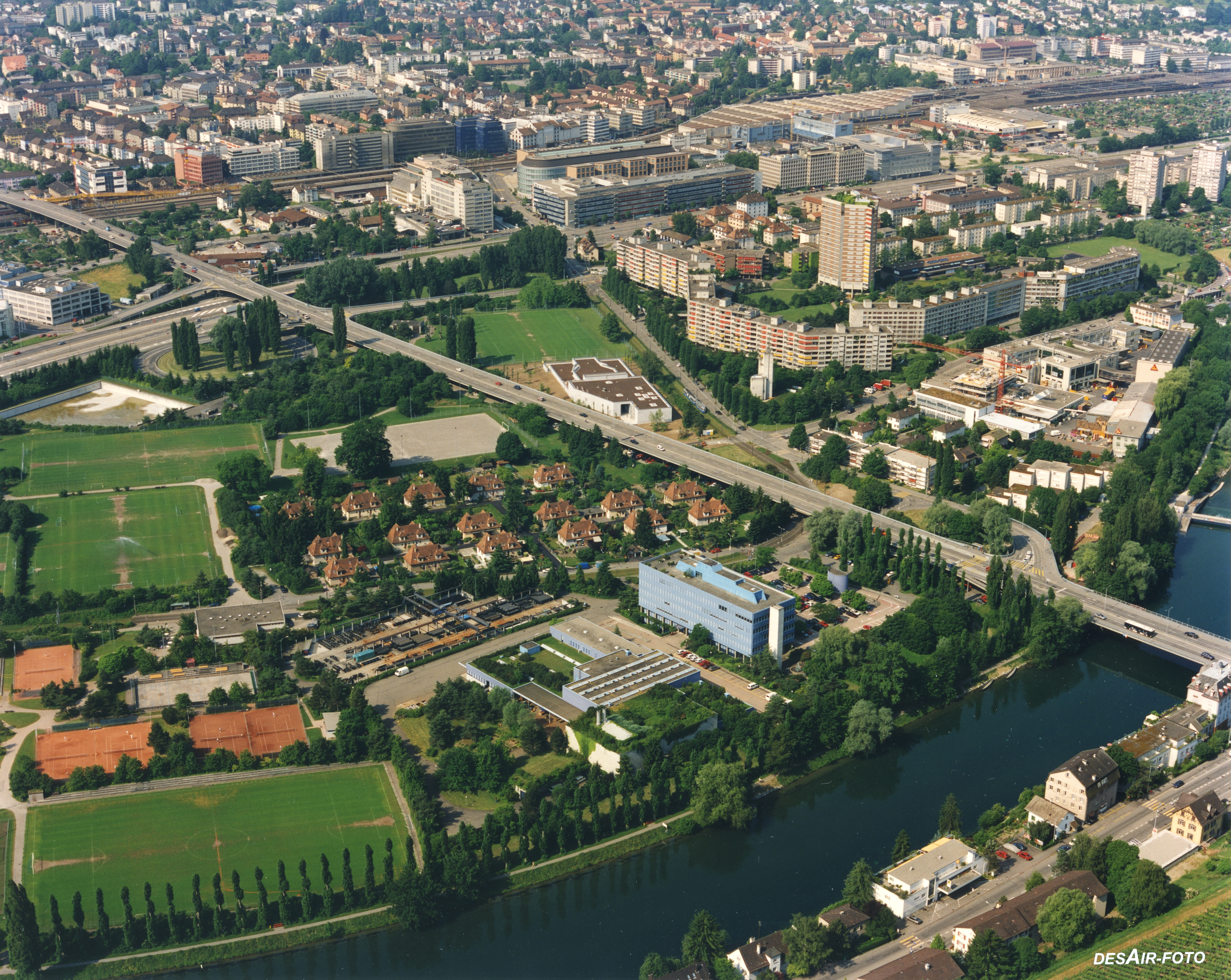
Straßenbrücke in der CHE
Brückenname:
Europabrücke (Zürich)
verbindet als Überquerung der Limmat, Autobahn A1H, Bahnstrecke Zürich–Baden und Hohlstrasse das Quartier Höngg mit dem Quartier Altstetten

Brückennamen sind Eigennamen bestimmter Brücken als Kunstbauwerke und gehören wie Straßennamen zu den Bauwerksnamen wie auch zu den Namen von Verkehrswegen. Im Gegensatz zu Straßen werden nicht alle Brückenbauwerke mit einem offiziellen Namen benannt, sondern eher nur relativ wenige. Brücken tragen in diesem Fall ausschließlich eine oder mehrere inoffizielle Bezeichnungen oder sind, wie generell z. B. bei Rohrleitungsbrücken üblich, namenlos. Ein Teil offizieller Brückennamen erscheinen in Namen von Straßen und Haltestellen, welche nach den Namen von Brückenbauwerken benannt sind.

## Geschichte
In der Schweizer Stadt Luzern, welche als erste Stadt in Europa schon um 1480 die vier Brücken Reussbrücke, Hofbrücke, Kapellbrücke und Spreuerbrücke besaß, wurde im 13. Jh. mit der Benennung von Brücken begonnen. Im Mittelalter existierten nur wenige Brücken und es genügte daher auch, sie nur z. B. als Brücke oder Brugg zu bezeichnen, später auch zusammengesetzt mit Gewässernamen, welche sie überqueren z. B. Glattbrugg in der Schweizer Gemeinde Opfikon. Aus Brückennamen wurden z. T. auch Siedlungs- und Flurnamen abgeleitet. Die Siedlung Glattbrugg in Opfikon hat z. B. den Brückennamen Glattbrugg übernommen. Es existieren z. B. auch in nahe an Brücken gelegene Flurnamen, welche die Bezeichnung Brücke resp. mundartliche Formen übernommen haben.
Geografische Namen, zu denen auch Brückennamen gehören, weisen gemäß Ständigem Ausschuss für geographische Namen (StAGN) auf das Bewusstsein eines sprachlichen und kulturellen Erbes hin, erwecken Erwartungen und vermitteln Ansehen und sind entscheidend für das Herausbilden einer Identität. Für die Namenforschung, in welcher die Brückennamen wie Straßen und Gassen zu den Namen von Verkehrswegen gehören, sind Namen vor allem von historischen Brücken von großem Interesse. Die Namenforschung ermöglicht nicht nur die direkte, sondern auch die indirekte Deutung von Brückennamen, indem sie die Herkunft von Siedlungs- und Flurnamen deutet, von denen Brückennamen abgeleitet wurden. Herkunft und Bedeutung von geografischen Namen sind teilweise in Namenbüchern oder in kommunalen Chroniken zu finden. Beispiele der Deutung von Brückennamen:
- Ellerntorsbrücke () in der Stadt Hamburg: geht auf das historische Ellerntor zurück, das an dieser Stelle bis zum 17. Jahrhundert den westlichen Zugang zur Stadt bildete.
- Floridsdorfer Brücke () in der Stadt Wien: geht auf eine Siedlung aus dem Jahre 1786 zurück, die nach Propst Floridus Leeb vom Stift Klosterneuburg benannt war.
- St.-Karli-Brücke () in der Stadt Luzern: geht auf den Quartiernamen Sankt Karli und dieser auf die dem heiligen Karl Borromäus (1538–1584) gewidmete Barockkapelle zurück.[7]

## Benennung
Benannte Brücken dienen zur Unterscheidung von anderen Brücken, zur Verständigung über bestimmte Brücken sowie zur Orientierung im Gelände. Dazu würden sich am besten offizielle, prägnante und möglichst kurze Namen eignen, die jedoch je nach Gebiet in vielen Fällen fehlen. Beispielsweise die Stadt Hamburg, welche als eine der brückenreichsten Städte in Europa gilt, besaß 2007 etwa 2500 Brücken, von denen jedoch nur knapp 400 benannt waren.
Brückennamen sind vielfach nur innerhalb einer Gemeinde oder Stadt einmalig. Um sie national und international eindeutig zu bezeichnen, werden dem offiziellen Namen Zusätze wie Name der Gemeinde, Stadt oder Siedlung beigefügt. Beispiele:
- Europabrücke (Bamberg), Europabrücke (Frankfurt am Main), Europabrücke (Hamburg), Europabrücke (Kehl), Europabrücke Kelheim, Europabrücke (Koblenz), Europabrücke (Brenner Autobahn), Europabrücke (Zürich), Europabrücke (Randa)
- Alte Brücke (Bratislava), Alte Brücke (Frankfurt am Main), Alte Brücke (Heidelberg), Alte Brücke (Rorbas-Freienstein), Alte Brücke (Saarbrücken)
- Rathausbrücke (Berlin), Rathausbrücke (Zürich)

Brücken sind Kunstbauwerke, die am Schnittpunkt der über sie führendem Verkehrsweg (z. B. Straßen, Wege, Autobahnen, Eisenbahnen) oder Transportanlage (z. B. Rohrleitung) und dem überquerten Hindernis (z. B. Gewässer, Verkehrsweg) liegen. Damit stehen die Namen dieser Brückenbauwerke im Kontext mit der Art und allenfalls mit dem Namen des betreffenden Verkehrsweges oder Transportanlage wie auch mit dem Namen des überquerenden Hindernisses. Eine Brücke kann grundsätzlich als Kombination der Art oder Namen des überquerenden Verkehrsweges, des überquerten Hindernisses sowie mit dem Namen der Örtlichkeit des Standortes oder einer oder mehreren naheliegenden Örtlichkeiten bezeichnet werden, welche die Zuordnung ihrer Lage ermöglichen. Es entstehen dabei jedoch verschiedene Varianten von z. T. längeren inoffiziellen Bezeichnungen. Dieser Umstand kann sich für Nachschlagewerke negativ auswirken, wo einerseits Unsicherheiten bei der Bezeichnung wie auch Probleme beim Suchen auftreten.
Auch wenn Brücken vielfach eine große Bedeutung aufweisen, sind deren Namen meist weniger wichtig als die im erwähnten Kontext stehenden anderen Namen. Die wichtige Funktion einer Brücke bleibt bestehen, auch wenn sie namenlos ist. Diese Eigenheit, verbunden mit dem Umstand, dass es nicht immer einfach ist, geeignete, prägnante und nicht zu lange Brückennamen zu finden, reduzieren den nötigen Druck zur offiziellen Benennung von Brücken und erklären, warum Brücken nur bei Bedarf offiziell benannt werden.
Die für den Brückenunterhalt zuständigen Behörden registrieren Brücken in ihren Inventaren nebst den offiziellen Namen meist auch mit einer internen Objektnummer als Bezeichnung. Die Georeferenzierung von Brücken spielt eine wichtige Rolle.
Brücken können in der Phase eines Bauprojektes einen provisorischen Namen aufweisen und werden erst später (oder auch gar nie) mit einem offiziellen Namen benannt. Beim Abbruch und Erneuerung von Brücken werden die Namen meist beibehalten.

## Brückennamen als Haltestellen- und Straßennamen
Brückennamen sind selber nicht nur Ableitungen aus anderen geografischen Namen, sondern bilden auch Quellen zur Ableitung von neuen geografischen Namen wie z. B. Namen von Haltestellen und Straßen, die von Brückennamen abgeleitet wurden. Damit werden Brückennamen bekannter und gewinnen an Bedeutung.
In Siedlungsgebieten, wo z. B. Brücken über größere Flüsse hinweg zwei Stadtquartiere oder auch Ortsteile in Gemeinden verbinden, werden Straßenabschnitte gebildet, welche nach dem Brückennamen benannt sind (vgl. z. B. im schweizerischen Geoportal geo.admin.ch in der Ebene Amtliches Strassenverzeichnis den Ausschnitt Kapellbrücke). In übrigen Gebieten werden über Brückenbauten sonst allgemein keine spezielle Straßenabschnitte mit Namen des Brückenbauwerks gebildet. Die Straßen sind dann über die Brücke hinweg mit einem durchgehenden Namen benannt oder wechseln z. T. in der Mitte der Brücke den Namen. In seltenen Fällen können auch Gebäude auf einer Brücke stehen und der Brückenname existiert dann auch als Bestandteil der Gebäudeadresse z. B. Rathausbrücke 1, 8801 Zürich ().
Brückennamen als Straßennamen werden meist wie gewöhnliche Straßennamen beschildert. Bei bedeutenden Brücken werden z. T. Infotafeln angebracht, die neben dem Brückennamen auch weitere Angaben wie Länge, Höhe, Jahr des Baus und Sanierung, Bauweise der Brücke enthalten können.

## Namensformen und Benennungsmotive
Brückennamen bestehen meist aus einer Wortkombination aus einem Grundwort und einem oder allenfalls mehreren Bestimmungswörtern. Typische Grundwörter in Brückennamen sind Gattungsnamen wie Brücke, Steg oder Viadukt, wobei in der Schweiz auch mundartliche Versionen wie Brugg, Brügg und Stäg vorkommen. Es existieren auch zusammengesetzte Grundwörter wie z. B. Hängebrücke, Lehnenbrücke, Lehnenviadukt, Panoramabrücke und Wildtierbrücke, welche den Gattungsnamen z. B. bezüglich Bauweise oder Funktion näher spezifizieren. Die verschiedenen Arten von Brückenbauwerken werden z. T. auch durch die Wahl des Grundworts charakterisiert:
- Straßenbrücke: Grundwort häufig Brücke
- Fußgängerbrücke: Grundwort häufig Steg
- Autobahnbrücke: Grundwort häufig Brücke oder Viadukt
- Eisenbahnbrücke: Grundwort häufig Brücke oder Viadukt (vielfach eher namenlos)
- Rohrleitungsbrücke: Grundwort häufig Rohrleitungsbrücke (meist namenlos und falls verwendet, Grundwort im Brückennamen vorangestellt)

Bestimmungswörter in einem Brückennamen charakterisieren, welche bestimmte Brücke mit dem betreffenden Eigennamen gemeint ist. Als Benennungsmotiv treten hauptsächlich Gewässer-, Siedlungs- und Flurnamen auf. Daneben kommen weitere Motive vor wie Alter der Brücke (z. B. Alte Brücke ), Sponsor der Brücke (z. B. Charles Kuonen Hängebrücke ) oder Name der Person, welcher die Brücke gewidmet ist (z. B. Rudolf-Brun-Brücke ). Bei Brückennamen werden ähnliche Bestimmungswörter wie bei Straßennamen verwendet, so existieren z. B. in der Stadt Luzern neben einer Geissmattstrasse eine Geismattbrücke () oder neben einer St.-Karli-Strasse eine St.-Karli-Brücke ().

## Schreibweisen
Bis zur Etablierung von Rechtsschreiberegeln im 19. Jh. war die Schreibweise von Brückennamen kaum gefestigt und auch Namen wurden im Gegensatz zu heute häufig geändert, da zentrale Einrichtungen zur Dokumentation von Brückennamen fehlten.
Heute gelten grundsätzlich offiziell festgelegte oder eingebürgerte Schreibweisen. Brückennamen unterliegen im Allgemeinen nicht Regeländerungen der Rechtschreibung. In der Duden-Rechtschreibung existieren Schreibregeln für geografische Namen, zu denen auch die Brückennamen gehören.
Die Schreibregeln von geografischen Namen weichen in der Schweiz z. T. von der Duden-Rechtsschreibung ab (vgl. Besondere Schreibweisen in der deutschsprachigen Schweiz).

## Brückennamen in der Schweiz

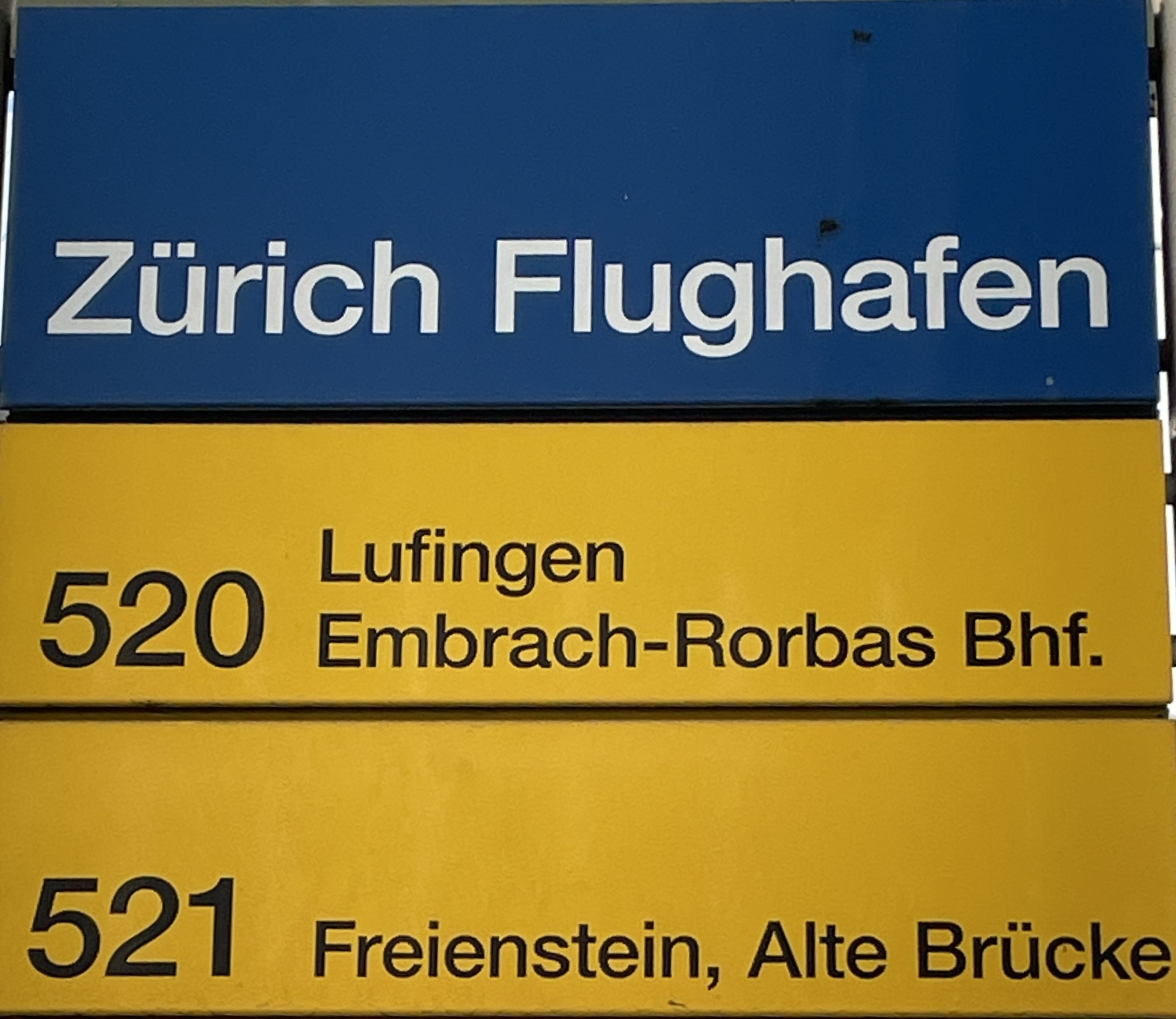
Haltestellenschild Zürich Flughafen mit Endhaltestelle Alte Brücke als Brückenname

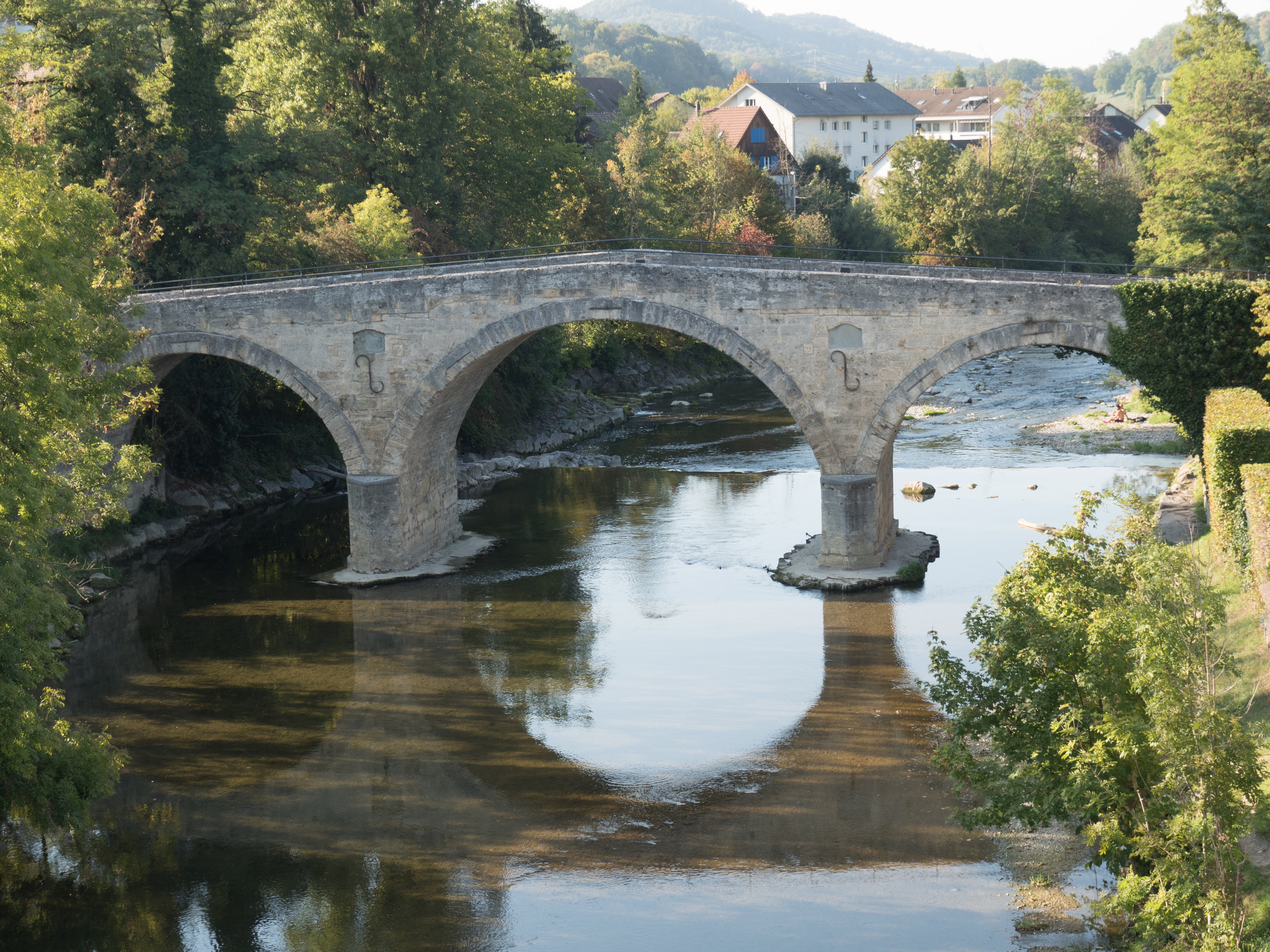
Alte Brücke

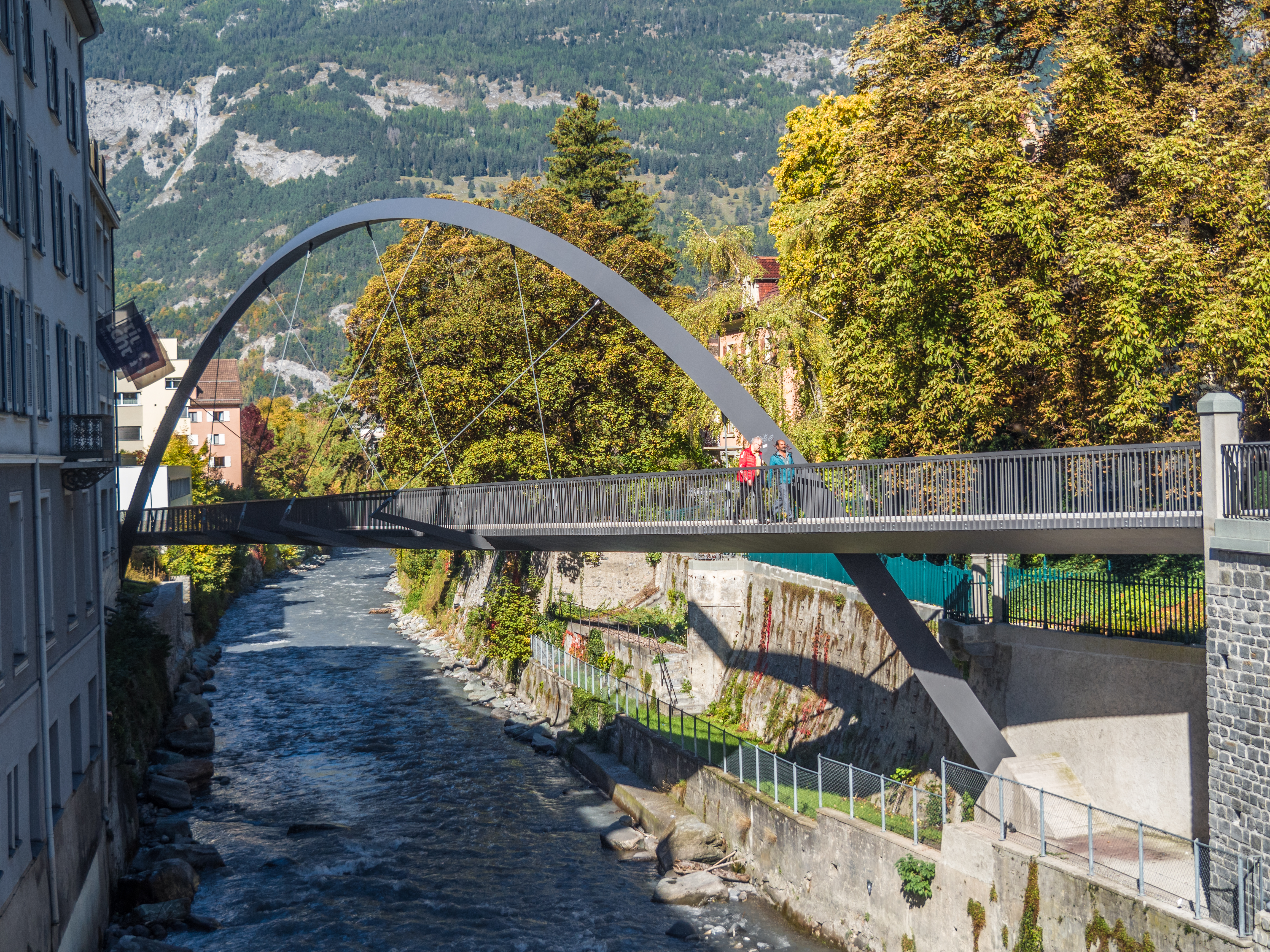
Italienische Brücke in der Stadt Chur, 2020 benannt vom Stadtrat aus 850 Vorschlägen aus der Bevölkerung

### Kategorisierung und Zuständigkeiten
- Offizielle Brückennamen als Namen von topografischen Objekten:  Brückennamen zählen in der Verordnung über die geografischen Namen (GeoNV) zu den Namen von topografischen Objekten (Lokalnamen) und sind neben Namen von Gewässern, Gletschern, Siedlungen, Gelände, Landschaften, kulturellen Objekten, öffentliche Bauten Namen der Gruppe besondere Objekte von Verkehrsverbindungen (GeoNV, Art. 3 Begriffe, Abschnitt h). Die Namen von topografischen Objekten teilen sich auf in:
  - Geografischen Namen der amtlichen Vermessung:  das Bundesamt für Landestopografie (swisstopo) übernimmt grundsätzlich aus diesen Namen eine geeignete Auswahl für die topografische und die kartografische Landesvermessung. In der amtlichen Vermessung besteht die Möglichkeit, Brückennamen zu Einzelobjekten mit Objektart Bruecke_Passerelle zuzuordnen. In den meisten Kantonen werden in der amtlichen Vermessung kaum Brückennamen erfasst. Ausnahmen sind Kantone wie Bern, Graubünden, St. Gallen, Uri und Wallis, wo die Namenforschung im Rahmen von Namenbuchprojekten sich für Brückennamen interessiert. Es ist den Kantonen überlassen, zu bestimmen, wer die Namen der amtlichen Vermessung (und damit auch Brückennamen) festlegt (meist Kanton in Zusammenarbeit mit Gemeinde).
  - Geografische Namen der Landesvermessung:  dazu gehören die Namen, die ausschließlich Gegenstand des Landeskartenwerkes sind. Im Topografischen Landschaftsmodell TLM werden Brückennamen von swisstopo in der Objektklasse Straße als Bruecke oder gedeckte Bruecke verwaltet. swisstopo ist auch für das Erheben, Festlegen, Nachführen dieser Namen verantwortlich und führt diese Aufgabe in enger Zusammenarbeit mit den zuständigen Behörden aus.
- Übrige offizielle Brückennamen:  grundsätzlich gilt, dass es dem Eigentümer eines Bauwerkes zusteht, diesem bei Bedarf einen Namen zuzuteilen. Bei öffentlichen, bedeutsamen Brücken lohnt sich zur Benennung (oder Umbenennung) einer Brücke je nach Situation die Zusammenarbeit zwischen den verschieden involvierten kommunalen, kantonalen und Bundesstellen sowie der Einbezug der Bevölkerung resp. des Parlaments.
  - Beispiel Einbezug der Bevölkerung in der Stadt Chur, wo der Stadtrat 2020 aus 850 Vorschlägen aus der Bevölkerung eine neue Fußgänger-/Radbrücke über die Plessur als Italienische Brücke () benannt hat.[9]
  - Beispiel Einbezug des Parlaments in der Stadt Zürich, wo zweimal beantragt wurde, die Rudolf-Brun-Brücke umzubenennen.
- Straßennamen, die aus Namen von Brückenbauwerken abgeleitet wurden:  für Straßennamen, welche aus Namen von Brückennamen abgeleitet wurden, sind die Gemeinden zuständig.

### Kartierung
- Kartierung von Brücken:  In Landeskarten und in der amtlichen Vermessung werden grundsätzlich primär oberirdische Verkehrswege wie z. B. Straßen, Wege, Autobahnen, Eisenbahnen und oberirdische Transportanlagen wie z. B. Druckleitungen kartiert. In der Landeskarte ist dies abhängig vom Kartenmaßstab. Brücken werden allgemein nicht speziell als besondere Verkehrsanlage kartiert, sondern werden in der Vogelperspektive als Überquerung durchgehender Verkehrsweg eines in der Kartierung unterbrochenes Hindernis (z. B. Gewässer oder anderer Verkehrsweg) ersichtlich. Ausnahmen davon sind z. B. Verkehrsknoten mit teilweise komplexen, mehrfach übereinanderliegenden Verkehrsebenen, wo die Kartierung in Karten und Plänen eine Herausforderung bilden (vgl. Verzweigung Limmattal). Kleinere Brücken, welche Rohrleitungen über ein Hindernis führen (sogenannte Rohrleitungsbrücken), werden auch in grossmassstäblichen Karten nicht immer kartiert.
- Kartierung von Brückennamen:  Brückennamen werden aus Platzgründen in Landeskarten auch im Maßstab 1:25'000 grundsätzlich nicht kartiert. Dies kann ein Grund sein, dass Brückennamen in der Kartografie bisher keine große Rolle spielten. Die Namen von größeren, markanten Brücken oder historisch bedeutsamen Brücken werden in der Landeskarte 1:10'000 kartiert (sofern überhaupt von den zuständigen Stellen entsprechende offizielle Brückennamen geliefert wurden). In Kantonen, wo auf Landeskarten generell eine Kartierung von Straßennamen besteht, werden dabei auch von Brückennamen abgeleitete Straßennamen kartiert. Namen von Autobahnbrücken werden häufig kartiert.

Der Fußgänger-Holzsteg zwischen Rapperswil-Jona und Hurden () ist in der amtlichen Vermessung, in der Landeskarte und auch im Stadtplan Rapperswil-Jona kartiert, jedoch ohne Brückenname, da kein Bedarf besteht, die Brücke offiziell zu benennen. In OpenStreetMap ist er mit Holzbrücke beschriftet und in Wikipedia als Lemma Holzbrücke Rapperswil–Hurden (2001) bezeichnet.

### Brückennamen im Datensatz swissNAMES3D
Swisstopo stellt den Datensatz swissNAMES3D kostenlos zum Herunterladen zur Verfügung. Es handelt sich um eine Basis von offiziellen geografischen Namen für die Schweiz, als Teil des topografischen Landschaftsmodells (TLM). Die Basis enthält geografische Namen der amtlichen Vermessung wie auch geografische Namen des Landeskartenwerks. Wegen der Übersichtlichkeit werden nicht alle Namen für die Kartierung auf den Landeskarten ausgewählt. Die rund 500 deutschsprachigen Brückennamen erlauben im Folgenden Rückschlüsse zur Schreibung von offiziellen Brückennamen in der Schweiz.
Nebst den Brückennamen in swissNAMES3D existieren im Datensatz Amtliches Strassenverzeichnis von swisstopo diverse Brückennamen als Straßennamen, welche den Namen von Brückenbauwerken entsprechen wie z. B. Alte Brücke () und Geissmattbrücke ().

### Beispiele von Namensformen und Benennungsmotiven
Namensformen
- Einfaches Grundwort und vorausgehendes Bestimmungswort
Beispiel: Reussbrücke ()
- Einfaches Grundwort und vorausgehendes und nachfolgendes Bestimmungswort
Beispiel: Reussbrücke Wassen ()
- Grundwort und ein oder mehrere nachfolgende Bestimmungswörter (kommt bei Autobahnbrücken vor)
Beispiele: Brücke Chatzenschwanz Nord (), Brücke Dorfbach (), Brücke Thur/SOB ()
- Zusammengesetztes Grundwort und ein oder mehrere nachfolgende Bestimmungswörter
Beispiele: Hängebrücke Grub SG-Grub AR ( Hängebrücke zwischen Grub SG und Grub AR, welche im Brückennamen mit Bindestrichen getrennt sind), Hängebrücke Punt la Greina (), Klettersteig Eggishorn (), Lehnenbrücke Brendi Nord (), Panoramabrücke Beatenberg ()

Geografische Namen als Benennungsmotiv
- Gewässernamen
Beispiele: Hauetenbachbrücke (), Reusssteg (), Sitterviadukt ()
- Siedlungsnamen
Beispiele: Walperswilbrücke (), Buhwilersteg ( mundartlich Buewiiler Stäg), Gurtnellenviadukt ()
- Gewässername und Siedlungsname kombiniert
Beispiele: Reussbrücke Niederhofen (), Simmebrücke Wimmis (), Thurbrücke Andelfingen ()
- Flurnamen
Beispiele: Geissmattbrücke ( geht auf den Flurnamen in der Stadt Luzern mit Namenmotiv Wiesland, Heuland zurück),[11] Feldgrabenbrücke (), Hätterensteg (), Oberburgviadukt ()
- Geografische Gebiete
Beispiele: Bünztalbrücke (), Urmibergviadukt (), Weinlandbrücke ()
- Straßenbezeichnungen
Beispiele: Sihlhochstrasse (), Freudenbergplatzbrücke (), Grenzbrücke ( Grenzstrasse)

Übrige Benennungsmotive
Beispiele: Drahtsteg ( Material der Brücke), Isig Brugg ( mit Eis belegte Brücke), Kapellbrücke ( geht auf die Peterskapelle (Luzern) zurück), Nonnensteg ( Brücke bei einem einstigen Schwesternhaus), Spreuerbrücke ( nur von dieser untersten Brücke der Stadt durften im Mittelalter Spreu und Laub in die Reuss geschüttet werden), Steinbrugg ( steinerne Brücke), Teufelsbrücke ( Deutung unsicher ob Brücke, die mit dem Teufel als Erbauer in Verbindung gebracht wird oder Brücke, die in einem Bezug zum Hinteren- und Vorderen Tüfeltal steht)

### Brückennamen und Artikeltitel von nahe beieinander liegenden Brücken
- Autobahnbrücken können auch als separate Bauwerke für beide Fahrtrichtungen bestehen. Solche Brücken werden als Einheiten betrachtet und tragen einen gemeinsamen Brückennamen. Im Titel von Artikeln über solche Brücken (z. B. in Zeitungen oder im Lemma eines Wikipedia-Artikels) werden diese im Singular genannt, wie z. B. Aaretalbrücke bei Brugg () oder Biaschina-Viadukt ().
- Existieren direkt neben Autobahnbrücken andere Brücken für Straßen (z. B. Kantonsstrasse) oder Eisenbahnen, können diese den gleichen Namen wie die Autobahnbrücke tragen oder sind namenlos. In Artikeln über solche Brücken werden diese im Plural genannt, da sie als unterschiedliche Einheiten wahrgenommen werden wie z. B. Weinlandbrücken ().
- Liegen Brücken von verschiedenen Verkehrswegen nahe beieinander, können sie den gleichen Namen tragen oder sind namenlos. Sie werden als unterschiedliche Bauwerke wahrgenommen und werden daher in Artikeltiteln im Plural genannt, wie z. B. Eisenbahnbrücken bei Münchenstein ().
- Bei Brücken, die nicht gleichzeitig gebaut wurden (z. B. Doppelspurausbau bei Eisenbahnbrücken) und sich auch baulich unterscheiden, werden meist als unterschiedliche Einheiten wahrgenommen, was sich in der Pluralform in Artikeltiteln zeigen kann.
- Bei nahe beieinander liegenden Brücken mit gleichem Namen können sie für eine detaillierte Betrachtung mit einer Beifügung ergänzt werden, z. B. Weinlandbrücke (1958) und Weinlandbrücke (2000).

### Besondere Schreibweisen in der deutschsprachigen Schweiz
Brückennamen im Datensatz swissNAMES3D werden im Allgemeinen in Anlehnung an die Standardsprache geschrieben, Beispiele: Bachhaldenbrücke, Reusssteg, Lettenviadukt. Im Datensatz existieren auch mundartliche Schreibungen, vor allem bei Fußgängerbrücken, Beispiele: Hostäg, Chappelebrügg, Ryyssboogebriggä.
Folgende Schreibregeln für geografische Namen und damit auch für Brückennamen entsprechen teilweise den Rechtschreiberegeln nach Duden, teilweise weichen sie davon ab.
- Groß- und Kleinschreibung:  Besteht ein geografischer Name aus mehreren Wörtern, so werden das erste Wort und die Substantive groß, die anderen Wörter gewöhnlich klein geschrieben, auch die Adjektive im Innern des Namens.
Beispiele: Grüne Brücke (), Obere Häusernbachbrücke ().
- Zusammen- und Getrenntschreibung, Schreibung mit Bindestrichen: 
  - Analog wie man in der Schweiz zusammengesetzte Straßennamen zusammenschreibt (z. B. Bahnhofstrasse) selbst, wenn eine Ableitung auf -er von einem Ortsnamen vorliegt (z. B. Zugerstrasse), werden in der Regel auch Brückennamen zusammen und auch ohne Bindestriche geschrieben.
Beispiele: Emmenbrücke (), Haldensteg (), Gurtnellenviadukt (), Lumbreinerbrücke (), Istighoferbrücke (), Rüeggisingerbrücke ().
  - Im Datensatz swissnames3D existieren auch Ausnahmen mit Getrenntschreibung und Schreibung mit Bindestrichen
Beispiele: Bennauer Steg (), Fläscher Brücke (), Wiesener Viadukt (), Griffelbach-Brücke ( alternativ: Griffelbachbrücke), Kerzers-Viadukt ( alternativ: Kerzersviadukt), Löwenberg-Viadukt ( alternativ: Löwenbergviadukt), Val da Reischen-Brücke ( Bindestrich hier angebracht).
  - Bei mehrteiligen Brückennamen ist die Verwendung von Bindestrichen abhängig davon, ob es sich um einen Straßennamen resp. um einen Brückennamen im dicht besiedelten Gebiet handelt oder nicht.
Beispiele : Rudolf-Brun-Brücke () als Straßenname, Charles Kuonen Hängebrücke () als Lokalname